# Castell de Sanem
El castell de Sanem (francès Château de Sanem, luxemburguès Schlass Suessem), situat a la vila de Sanem vora Esch-sur-Alzette al sud-oest del Gran Ducat de Luxemburg, té una història que data del segle xiii. L'edifici actual es va acabar en 1557 després que el castell medieval hagués estat destruït parcialment. El castell encara conserva gran part del seu caràcter original.

## Història
Hi ha referències històriques que citen un castell a Sanem durant el segle xiii, que es relaciona estretament amb el proper castell de Soleuvre. Originalment era un típic castell medieval totalment fortificat amb un fossat i muralles, que va resultar greument danyat pels francesos en la dècada de 1550. Al voltant de 1567 Frédéric de Hagen-Fleckenstein va reconstruir el castell col·locant nous edificis al voltant d'un gran pati rectangular. L'antiga torre de planta quadrada que es remunta als orígens gòtics del castell es va mantenir com a part del nou complex. El castell està construït en estil renaixentista inspirat en l'arquitectura italiana de la segona meitat del segle xv. El castell va ser cremat en el segle xvii, reconstruït i ocupat per les tropes poloneses de l'exèrcit imperial.
En 1753 Arnold-François von Daun, baró de Tornaco, va comprar el castell i s'hi va mudar amb gran cerimònia. Victor de Tornaco, qui va ser primer ministre de Luxemburg el 1860 fou un dels seus ocupants més famosos. El castell va romandre en mans dels barons de Tornaco fins a 1950 quan Auguste el va vendre a la comuna d'Esch-sur-Alzette. Durant 50 anys va ser utilitzat com a llar d'infants, sota el nom de Kannerschlass. En 1965 s'hi va construir un pavelló en el parc proper al castell, que incloïa l'allotjament per al director del Kannerschlass.
En 1972, a causa de les dificultats financeres, va ser adquirit per l'Estat luxemburguès. En 1999, el Kannerschlass va deixar d'ocupar el castell, i l'edifici va ser reformat.

## El castell avui
La propietat és ara un orfenat i la casa de nens coneguda com a Kannerschlass o castell dels nens. També allotja la seu del Centre Virtuel de la Connaissance sur l'Europe (CVCE). El CVCE és un centre de recerca i documentació amb el propòsit de proporcionar accés digital a fonts relacionades amb el procés d'integració europea.

## Galeria

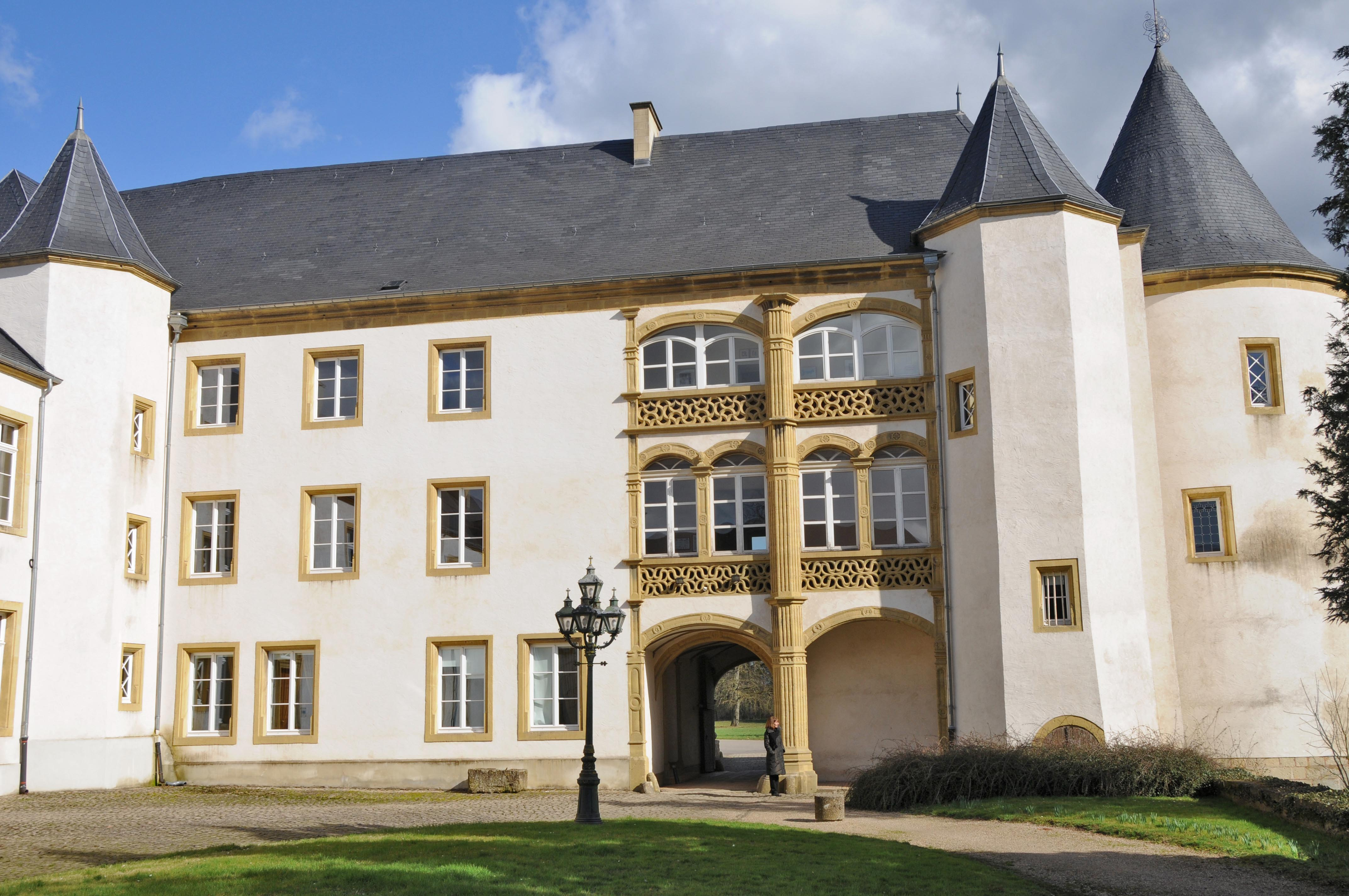
A l'interior del pati
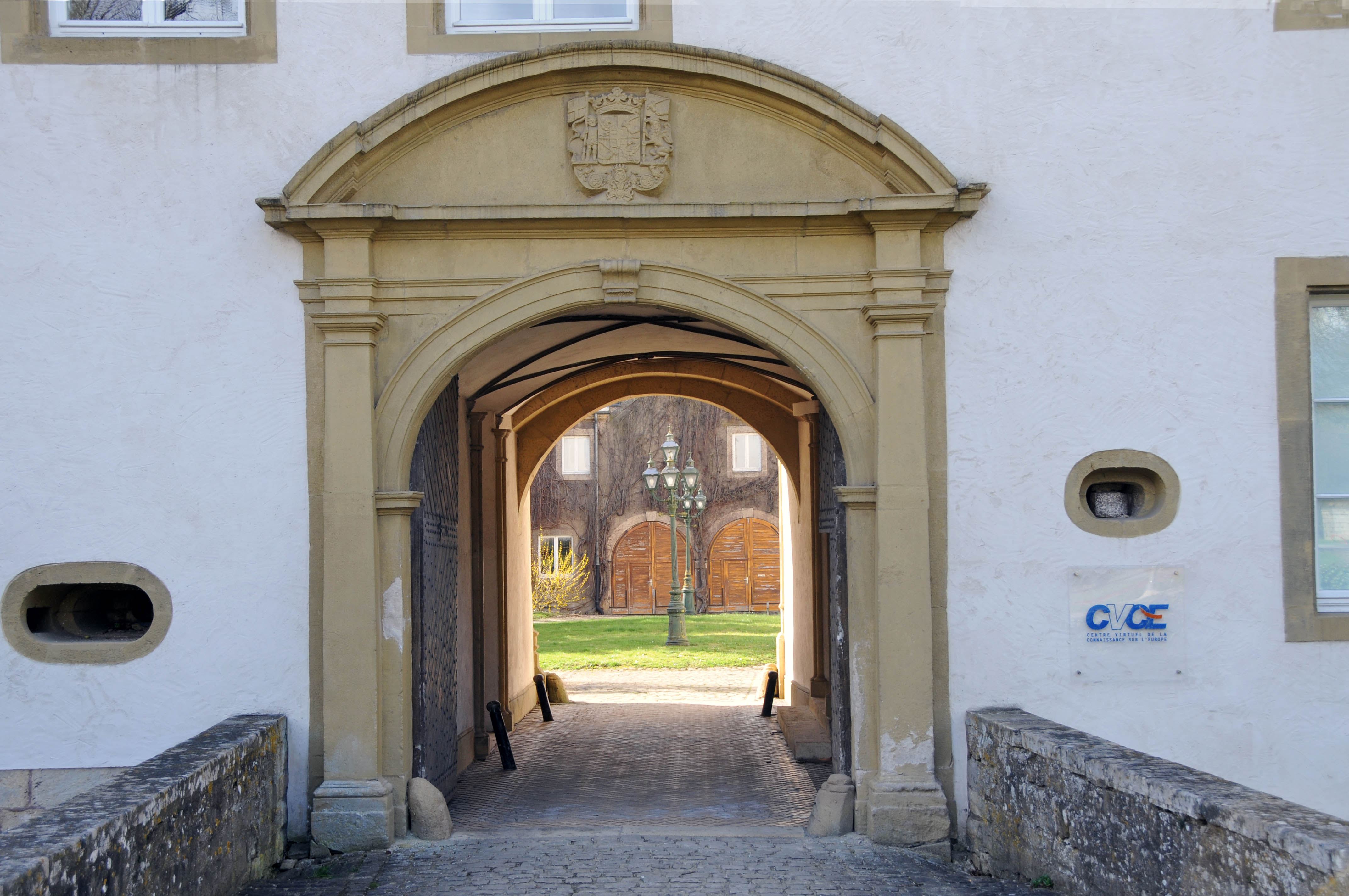
Entrada
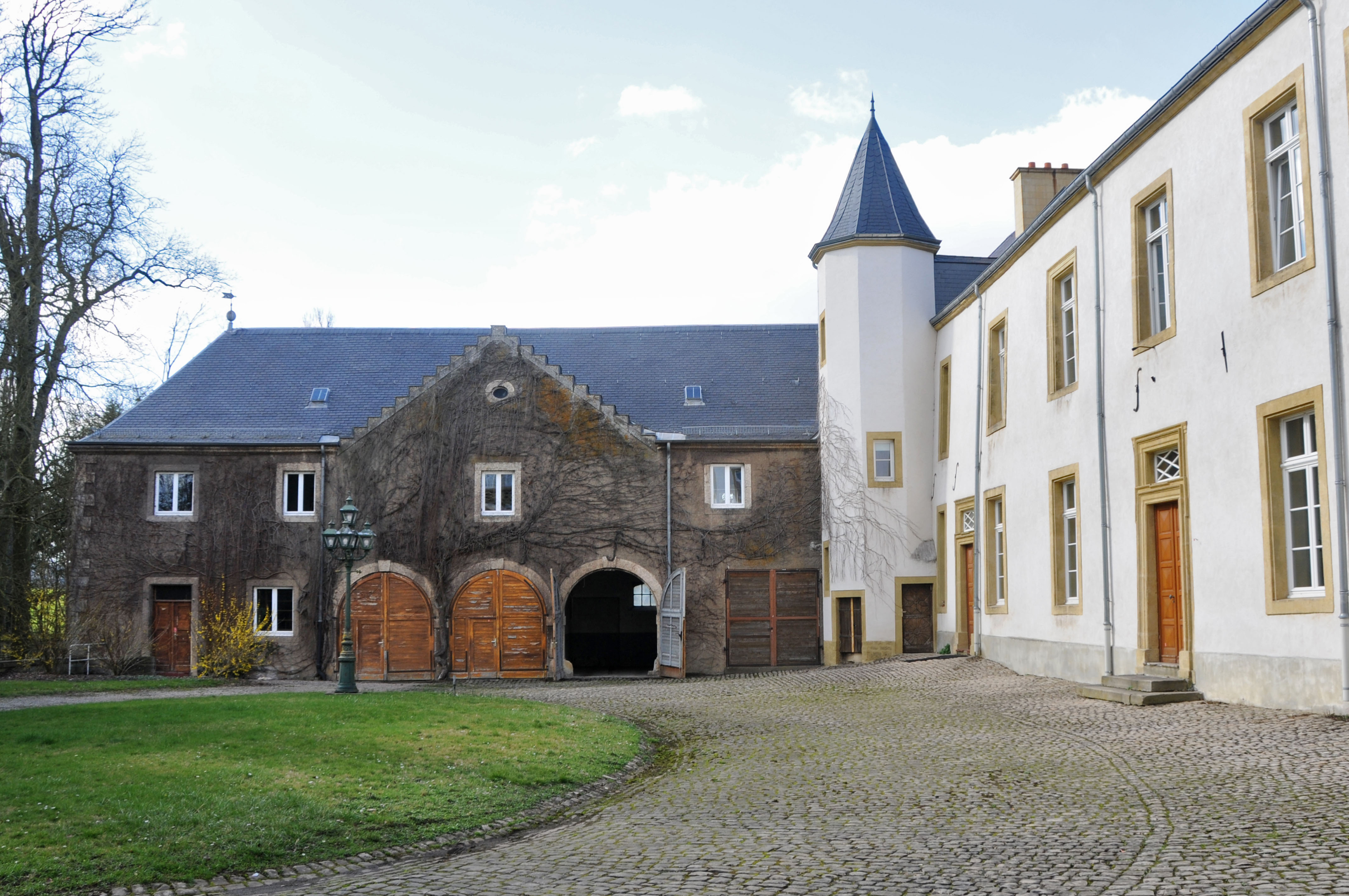
Part posterior del pati
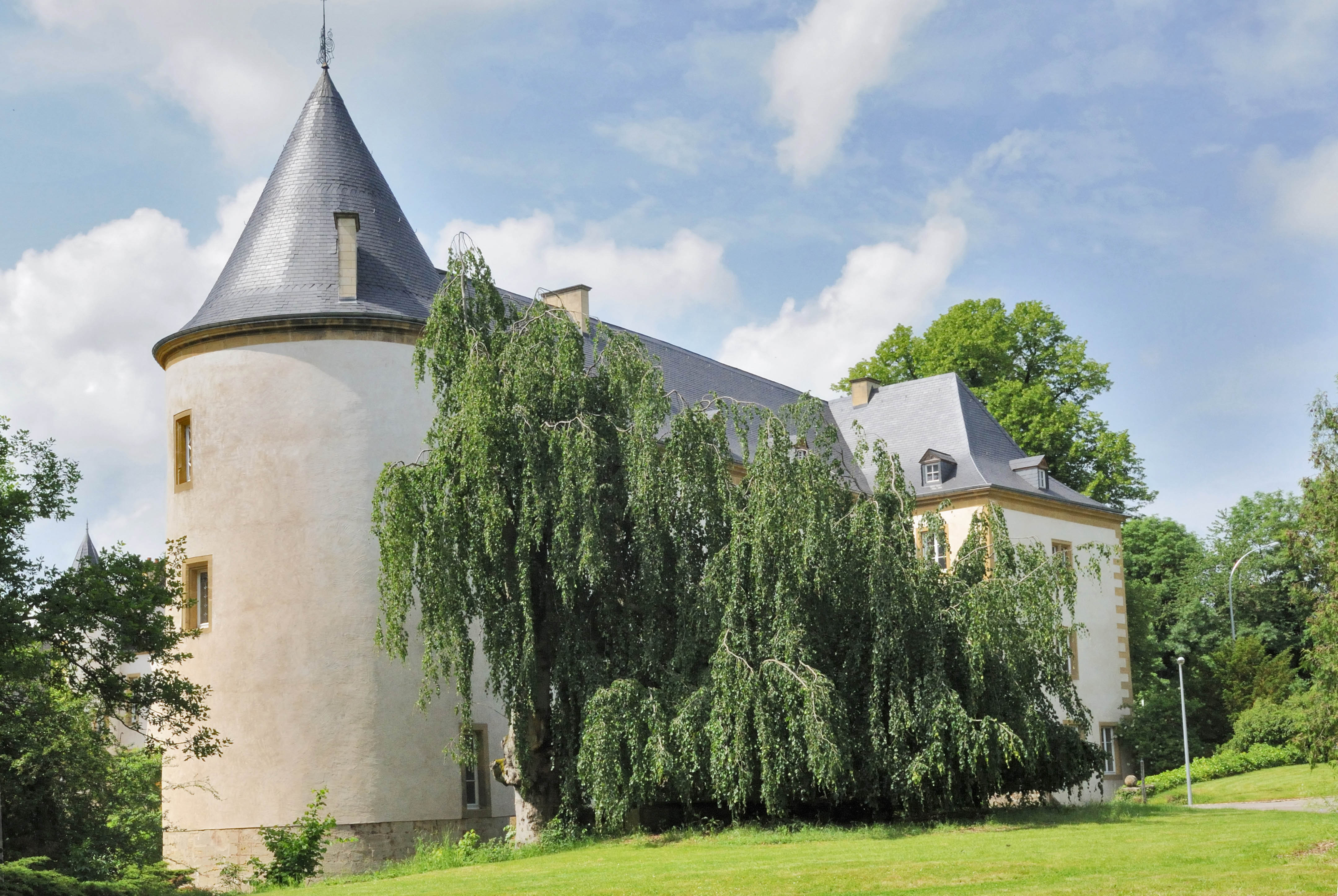
Paret exterior amb l'arbre de tell vell